# 若林洋平
若林 洋平（わかばやし ようへい、1971年（昭和46年）12月24日 - ）は、日本の政治家。自由民主党所属の参議院議員（1期）。
静岡県御殿場市長を4期務めた。

## 来歴
茨城県水戸市出身。茨城県立緑岡高等学校、埼玉大学理学部化学科卒業。大正製薬株式会社医薬部に勤務。2001年10月、御殿場市内の社団法人有隣厚生会富士病院に勤務し、富士病院、医療法人駿東育愛会駿東共立産婦人科医院、および御殿場市内の社団法人有隣厚生会富士小山病院で事務長を務める。2006年、御殿場青年会議所青年育成委員会委員長及び副理事長を務める。

### 御殿場市長選に出馬
2007年4月8日執行の静岡県議会議員選挙に御殿場市・駿東郡北部選挙区から自由民主党公認で出馬するも、落選。
2009年2月1日執行の御殿場市長選挙に無所属で立候補。現職の長田開蔵を接戦の末に破り、初当選を果たす。同年2月7日、市長に就任。
※当日有権者数：68,747人 最終投票率：60.05%（前回比：－4.48pts）
| 候補者名 | 年齢 | 所属党派 | 新旧別 | 得票数   | 得票率 | 推薦・支持 |
| -------- | ---- | -------- | ------ | -------- | ------ | ---------- |
| 若林洋平 | 37   | 無所属   | 新     | 21,319票 | 52.19% |            |
| 長田開蔵 | 67   | 無所属   | 現     | 19,530票 | 47.81% |            |

2013年1月20日公示、1月27日執行の市長選において無投票により再選。
2017年1月29日執行の市長選で元自衛官の石橋淳弘を破り3選。
※当日有権者数：71,275人 最終投票率：56.6%（前回比：-3.4pts）
| 候補者名 | 年齢 | 所属党派 | 新旧別 | 得票数   | 得票率 | 推薦・支持             |
| -------- | ---- | -------- | ------ | -------- | ------ | ---------------------- |
| 若林洋平 | 45   | 無所属   | 現     | 22,119票 | 55.36% | （推薦）自民党・公明党 |
| 石橋淳弘 | 53   | 無所属   | 新     | 17,837票 | 44.64% |                        |

2021年1月31日執行の市長選で4選。
※当日有権者数：70,653人 最終投票率：48.67%（前回比：-7.93pts）
| 候補者名   | 年齢 | 所属党派 | 新旧別 | 得票数   | 得票率 | 推薦・支持 |
| ---------- | ---- | -------- | ------ | -------- | ------ | ---------- |
| 若林洋平   | 49   | 無所属   | 現     | 22,014票 | 64.65% |            |
| 鈴木祐太郎 | 27   | 無所属   | 新     | 12,036票 | 35.35% |            |

### 参議院議員補欠選挙への出馬と川勝知事の御殿場コシヒカリ発言
2021年8月17日、自民党静岡県連は同年10月24日に行われる参議院静岡県選挙区補欠選挙に若林を擁立すると発表した。同月20日に若林は市議会議長に辞職願を提出。8月31日、市議会臨時会は辞職願に同意した。（同日、御殿場市役所にて退任式を実施。市長在任期間は約12年7カ月であった）9月1日、自民党は参院補選に若林を擁立することを正式に決定。
同年10月7日、参議院の補選が公示された。自民党公認・公明党推薦の若林のほか、元静岡県議会議員の山﨑真之輔、日本共産党公認の鈴木千佳が立候補した。10月24日に投開票が行われ、若林は次点で落選。
2021年（令和3年）10月24日執行
当日有権者数：3,048,538人　最終投票率：45.57%（前回比：-4.89ポイント） 
| 当落 | 氏名       | 年齢 | 所属党派   | 新旧 | 得票      | 得票率 | 推薦・支持                 |
| ---- | ---------- | ---- | ---------- | ---- | --------- | ------ | -------------------------- |
| 当   | 山崎真之輔 | 40   | 無所属     | 新   | 650,789票 | 47.50% | 立憲民主党・国民民主党推薦 |
|      | 若林洋平   | 49   | 自由民主党 | 新   | 602,780票 | 43.99% | 公明党推薦                 |
|      | 鈴木千佳   | 50   | 日本共産党 | 新   | 116,554票 | 8.51%  |                            |

投票日前日の10月23日、川勝平太静岡県知事は、山﨑真之輔候補（浜松市出身、元浜松市議会議員・前静岡県議会議員）への応援演説を浜松市で行った際、御殿場市の人口、農業、経済等について浜松市と比較しながら、前御殿場市長であった若林を揶揄、敵視した発言を行った。「今回の補選は、静岡県の東の玄関口、人口は8万強しかないところ、その市長をやっていた人物か、この80万都市、遠州の中心、浜松が生んだ、市議会議員をやり、県議会議員をやり、私の弟分。こういう青年、どちらを選びますか？　こちら、食材の数でも439ある静岡県の食材(※)のうち3分の2以上がここにある。あちらはコシヒカリしかない。だから飯だけ食って、それで農業だと思っている。浜松、遠州、その中心、ここ、経済はここが引っ張ってきた。あちらは観光しかありません。それしか知らない人間、そんな人間がですね、静岡県全体の参議院議員になって、どうするんですか。ダメです」
(※) …静岡県の調査による食材（果樹、野菜、作物、茶、畜産物、林産物、水産物）：439品目
この川勝演説は山崎の当選後に問題化し、御殿場市議会高橋靖銘議長は「まずは8万人とか80万人とかはまったく関係ありません。ましてやコシヒカリしかないとか、こちらにはウナギがあるって、これ静岡県知事が言う言葉ですか。明らかに差別発言です。御殿場市も静岡県です。いくら主義主張が違うとしても、この発言は絶対に許せません。御殿場市議会議長として厳重に抗議します」と反発した。一方で、川勝は以下のように説明している。「これは若林さんが言っていることなので。若林氏は漬物さえあればコシヒカリだけでいいと。そのように言われていたので。若林氏がそのように御殿場コシヒカリのことを盛んに言い続けてきたと。それとのひっかけで言った」「（若林氏は）御殿場のコシヒカリさえあれば自分は何もいらないと言った。だけど静岡県には４３９もの食材がある。半分以上は浜松にある。ですからその比較で申し上げたことであって、それ以上でもそれ以下でもない」
髪の先端をとがらせて富士山に見立てた「富士山カット」がトレードマークだったが、補選後にばっさりと切った。

### 参議院議員選挙への再出馬と初当選
2022年5月16日、同年夏の第26回参議院議員通常選挙静岡県選挙区に自民党公認での出馬を表明した。「防衛力やエネルギー問題、食料問題のほか、国力を考えると少子化対策も国防だ。夏はこの国を守れるかどうかの戦いになる」と語った。
選挙戦のさなか、安倍晋三元総理大臣が銃撃事件で死亡すると、急きょ活動を変更し、胸に喪章をつけ、マイクを使わずに予定していた演説場所を回った。「卑劣な蛮行はどんなことがあっても許してはいけない。そして、屈してもいけない。やっぱり、言論を封殺されること、これを許してしまったら我々は言いたいこと、言うべきことが言えなくなってしまう。この悲しみを乗り越えて、しっかりと選挙は屈することなく最後までやり抜く。それが我々の考えであると」。
時の内閣：第2次岸田内閣
2022年（令和4年）7月10日執行
当日有権者数：3,037,295人　最終投票率：52.97%（前回比：7.40ポイント） （全国投票率:52.05%（3.25%））
| 当落 | 氏名       | 年齢 | 所属党派   | 新旧 | 得票      | 得票率 | 推薦・支持     |
| ---- | ---------- | ---- | ---------- | ---- | --------- | ------ | -------------- |
| 当   | 若林洋平   | 50   | 自由民主党 | 新   | 622,141票 | 42.71% | 公明党推薦     |
| 当   | 平山佐知子 | 51   | 無所属     | 現   | 446,185票 | 30.63% |                |
|      | 山崎真之輔 | 40   | 無所属     | 現   | 250,391票 | 17.19% | 国民民主党推薦 |
|      | 鈴木千佳   | 51   | 日本共産党 | 新   | 137,835票 | 9.46%  |                |

7月10日の投開票の結果、初当選を果たした。得票は県内全35市町のうち、平山候補の地盤である磐田市を除く34市町でトップであった。当選後、志帥会（二階派）に入会した。

### 参議院議員当選以降
2022年8月3日、保守団結の会第２３回勉強会にて会員となる。
10月20日、青山繁晴参院議員ら自民党有志5人が2019年6月に立ち上げた日本の尊厳と国益を護る会（略称：護る会）に入会する。
2023年5月12日、LGBTなど性的少数者への理解増進を図る法案を巡り、和田政宗、高鳥修一など、自民党の保守系議員が党内議論の進め方に反発した際、若林も「慎重派の意見が圧倒的に多かったのにもかかわらず強行一任で幕を閉じた‥地方自治では絶対あり得ない」と党執行部への不満をツイッターへ投稿した。
6月8日の参院法務委員会での入管難民法改正案の採決時、れいわ新選組の山本太郎代表が委員長席に飛びかかるなどの暴力行為があり、与党議員と揉み合いになった。これにより若林と永井学参議院議員が負傷したとされる。若林は右目付近や足に打撲の軽傷を負ったと言う。9日、自民、公明、立憲民主、日本維新の会、国民民主の５党は「院の秩序を著しく乱した」として、山本への懲罰動議を尾辻秀久参院議長に提出。２０日、参院議院運営委員会にて「山本氏から『反省しております』との言葉もあった」として山本への懲罰の見送りが決定された。
6月21日、自由民主党有志議員でつくる「全ての女性の安心・安全と女子スポーツの公平性等を守る議員連盟」（略称・女性を守る議連）に設立時から参加。議連はLGBTなど性的少数者への理解増進法の成立に伴い設立され、トイレや更衣室など「女性専用スペース」の利用や女性競技スポーツへの参加は生来の女性に限るための措置に取り組む。

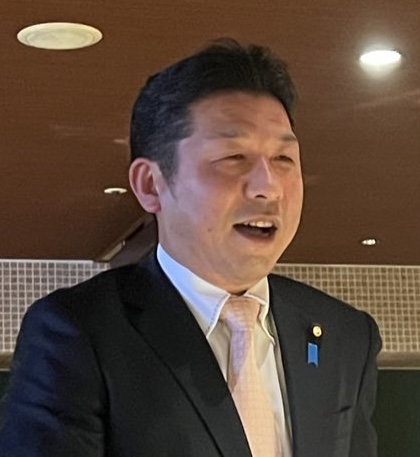
沼津市の講演会（2023年11月11日）

2024年1月18日、岸田文雄首相は、自民派閥の政治資金規正法違反事件で、立件の対象が自派閥にも拡大することを踏まえ、宏池政策研究会（岸田派）の解散を発表した。19日、政治資金規正法違反の罪で宏池会、清和会（旧安倍派）、志帥会（二階派）の会計責任者らが立件され、同日、清和会および若林が所属していた志帥会の解散が決定した。20日、若林は「派閥の解散は残念だ」と語った。
1月22日、自由民主党の有志議員らが派閥全廃の実現を目指す「政治（まつりごと）変革会議」を立ち上げた。若林はこの議員グループに第１回会合（衆参議員15名）から参加した。代表の青山繁晴参院議員によれば、派閥パーティーの開催、派閥による人事の差配、利益配分などを禁止することで派閥の全廃を実現するという。政治資金規正法を改正し、政治家と会計責任者双方の責任を問える連座制を導入する。個人の国会議員の政治資金パーティーは認めるが、外国人によるパーティー券の購入は禁止する。
2月21日、高市早苗経済安全保障担当大臣が主催する「『日本のチカラ』研究会」の3回目の勉強会に参加した。
9月12日、自民党総裁選の告示日にて、立候補を表明していた上川陽子外相・衆議院議員の推薦人となったことが明らかになった。
2025年2月4日、高市早苗議員が選択的夫婦別姓の導入の是非を巡り旧姓の通称使用の拡大を訴えた「保守団結の会」に出席した。

## 政策・主張

### 御殿場市長時代
- 2020年（令和2年）4月8日、新型コロナウイルス感染拡大防止策として、密閉空間・密集場所・密接場面の3つの「密」として条件がそろい感染拡大が危惧されるバー、キャバレー、ナイトクラブ等への外出自粛要請と店舗休業要請を行った。4月16日から30日まで(15日間)店舗を休業し、市税の滞納が無く、制度による休業実施後速やかに営業を再開することの3要件を満たすと、1店舗100万円を上限に売り上げが補償される[34]。
- 7月27日、会見にて市内のバーやナイトクラブなどの接客を伴う店で従業員の新型コロナウイルス感染が見つかった場合、「一店舗でも出れば、全体に休業要請を出す考えだ」と説明した。御殿場市は首都圏からの来訪による感染リスクへの警戒感が強く、「感染者が出れば、他のお店も営業が怖いと思う。協力金を支給すれば要請に応じてくれると思う」「他地域に比べてかなり厳しい基準だと思うが、それだけ強い危機感を持っている」と語った[35]。
- 2021年1月7日、緊急事態宣言が出されている首都圏の1都3県の人などが市内の飲食店を利用しないよう「一見さんお断り」などと書かれたポスターを提供する取り組みを実施した。ポスターには『当店では1都3県への「緊急事態宣言」発出に伴い、新型コロナウイルス感染拡大防止のため主に該当地域からお越しのお客様など「一見さんお断り」とさせていただいております。緊急事態宣言が解除された折には、皆様のお越しを心よりお待ちしております』と表記。「店が言いにくいことを、ことばにしてくれた」という感謝の声の一方「文面が厳しすぎる」といった否定的な意見も御殿場市に寄せられた[36]。

### 新聞社などのアンケート
憲法
- 憲法改正について、2022年のNHK、毎日新聞社のアンケートで「賛成」と回答[37][38]。
- 9条改憲について、2022年の毎日新聞社のアンケートで「改正して、自衛隊の存在を明記すべきだ」と回答[38]。9条への自衛隊の明記について、2022年のNHKのアンケートで「賛成」と回答[37]。
- 憲法を改正し緊急事態条項を設けることについて、2022年のNHKのアンケートで「賛成」と回答[37]。

外交・安全保障
- 敵基地攻撃能力を持つことについて、2022年のNHKのアンケートで「どちらかと言えば賛成」と回答[37]。
- ロシアは2022年2月24日、ウクライナへの全面的な軍事侵攻を開始した[39]。日本政府が行ったロシアに対する制裁措置についてどう考えるかとの問いに対し、2022年のNHKのアンケートで「さらに強めるべきだ」と回答[37]。同年の毎日新聞社のアンケートで「制裁をより強めるべきだ」と回答[38]。
- 2022年6月7日、政府は経済財政運営の指針「骨太方針」を閣議決定した。NATO加盟国が国防費の目標としている「GDP比2％以上」が例示され、防衛力を5年以内に抜本的に強化する方針が明記された[40]。「防衛費を今後どうしていくべきだと考えるか」との問いに対し、2022年のNHKのアンケートで「大幅に増やすべき」と回答[37]。
- 徴用工訴訟問題や慰安婦問題などをめぐり日韓の対立が続くなか、関係改善についてどう考えるかとの問いに対し、2022年の毎日新聞社のアンケートで「韓国政府がより譲歩すべきだ」と回答[38]。

ジェンダー
- 選択的夫婦別姓制度の導入について、2022年のNHKのアンケートで「反対」と回答[37]。
- 同性婚を可能とする法改正について、2022年の毎日新聞社のアンケートで「賛成」と回答[38]。同年のNHKのアンケートで回答しなかった[37]。
- クオータ制の導入について、2022年のNHKのアンケートで「反対」と回答[37]。

その他
- 「原子力発電への依存度を今後どうするべきか」との問題提起に対し、2022年のNHKのアンケートで「今の程度でよい」と回答[37]。
- 国会議員の被選挙権年齢の引き下げについて、2022年の毎日新聞社のアンケートで「反対」と回答[38]。

### 在日クルド人をめぐる投稿と議論
2024年2月19日、埼玉県蕨市のJR蕨駅前で在日クルド人が外国人ヘイトデモに抗議する動画がSNSで拡散された。この動画をめぐり、若林は自身のX（旧ツイッター）で、「我が物顔で日本人に迷惑をかけ、挙げ句日本人死ねというならどうぞお帰りください」などと投稿し、「日本人の国なので、日本の文化・しきたりを理解できない外国の方は母国にお帰りください」とも記述した。しかし、一般社団法人日本クルド文化協会は、この動画でクルド人が「日本人死ね」と発言したとの主張は事実と異なり、実際には「病院に行け、病院に行け、レイシストは精神科へ行け」と発言していると説明し、発言内容について謝罪を表明している。若林の投稿は一部メディアで在日クルド人へのヘイトスピーチとして批判されたが、若林本人は「差別の意図はない」と釈明し、発言の撤回はしていない。この問題の背景には、2023年7月に川口市立医療センター周辺で発生したクルド人をめぐる騒動や、その後のSNS上での誹謗中傷やヘイトスピーチの増加がある。フォトジャーナリストの安田菜津紀は、国会議員という公人が差別を扇動する発言をしたことの影響の大きさを指摘している。

### 経済政策
- 2022年8月3日の初登院の際、「サプライチェーンの見直しが一番重要。物価が上がることは悪いことではないが、賃金が追いつかないといけない」と積極財政の必要性などを主張している[50]。
- アベノミクスについて、2022年の毎日新聞社のアンケートで「当面は継続すべきだ」と回答[38]。

### メガソーラー問題
- 2023年4月13日、参議院農林水産委員会にて、建設が計画されている静岡県函南町のメガソーラーに対し、「非常に地元からもいろんな要望が出ていて、なんとか阻止してもらいたい」「景観もふくめてね、とても褒められたもんじゃないなという風に思っています」「災害等の心配もあります」と反対している[51]。丹那盆地の斜面に広がる山林約65ヘクタールに約10万枚のソーラーパネルを設置する計画で、県は2019年に林地開発を許可した。しかし、その後事業予定地に活断層帯が広がるなど防災面で課題があることや法的な協議が不十分だったことが相次いで問題視された。計画に「不同意」を掲げて2022年3月に再選した仁科喜世志町長が県に林地開発許可の取り消しを重ねて求め、県議会も同年12月定例会で許可取り消しを求める請願書を全会一致で採択していたが[52]、川勝平太静岡県知事は「現時点では許可の取り消しには至らない」としている[53]。

## 信条
- 信条は「義理と人情」。その心は「恩を恩で返すことであり、政治家としては恩は仕事で返すしかない」[14]

## 旧統一教会関連団体との接点
- 2022年3月19日、世界平和統一家庭連合（旧統一教会）の関連団体「西静岡平和大使協議会」が主催し、同関連団体「世界平和連合」が後援するイベント「家庭ビジョンセミナー」が浜松市で開催。若林は、静岡県議会議員の飯田末夫から依頼を受け、同イベントに出席し挨拶をした。翌20日、Facebookに「家庭ビジョンセミナーにおいては国難の時だからこそ、家族の重要性、また地域の結びつきの大切さをお話しさせていただきました」と投稿した。4か月後に参院選を控えていた若林は、のちの取材で「当然、資料を見させてもらって、ポイントみたら、家族を大事にしているのだな思ったから、そういう話をすればいいのかなと思って話をしただけ。意識していれば、それが分かってたら、私も多分、先輩のお願いでもそれいけませんって言ったと思うんですけど、普通に選挙運動というか後援会活動だと思ってたので、それこそ１件でも多く、１社でも多くということだったと思うので」参加したと答えた[54]。
- 2022年8月12日、静岡朝日テレビは、前述の「家庭ビジョンセミナー」に関して若林を取材。旧統一教会のイベントという認識はあったかという問いには「ビックリというか、自分では何も関わりはないと思っていたので、ちょっとショック」「（世界平和連合等の）名前が分かんないよね、正直言うと。それが分かってたら私は出てない。全然そういう雰囲気なかったですよね。普通に明るい感じで宗教って感じが一切なかった」。旧統一教会の霊感商法等については「そんなの絶対許せないでしょ。だって。分かっていたら絶対やらない。だから本当に複雑。腹立たしい…。うかつと言えばうかつだったが…」と若林は答えた[54]。このとき、共同通信は、統一教会との関係を巡り、全国会議員712人（1人欠員）を対象としたアンケートをすでに実施しており、12日までに583人が回答したアンケートの結果を8月13日に公表した[55]。若林は教団の友好・関連団体の会合への出席の有無について「ない」と回答していた。8月15日、若林は静岡新聞の取材に応じ、「主催が関係団体だと認識していなかった」「参院選に向け、自民党の地元支部の案内であいさつする機会があった」と説明し、共同通信のアンケートで「ない」とした回答を訂正した[56]。

## 参議院における役職
令和6年2月28日現在
- 外交防衛委員会（理事）

- 予算委員会
- 政府開発援助等及び沖縄・北方問題に関する特別委員会（理事）
- 国民生活・経済及び地方に関する調査会
- 憲法審査会

## 自由民主党における役職
- 広報本部新聞出版局次長[57]

## 所属団体・議員連盟
保守系
- 日本の尊厳と国益を護る会[21]
- 政治（まつりごと）変革会議[30]
- 保守団結の会[58]
- 『日本のチカラ』研究会[31]
- 神道政治連盟[59]

国防
- シェルター議員連盟[60]
- 防衛技術博物館の設置を実現する議員連盟[61]

財政・経済
- 責任ある積極財政を推進する議員連盟[62]

医療
- リハビリテーション議員連盟[63]
- 日本の安全な麻酔・周術期医療を考える会[64]
- 国民歯科問題議員連盟[65]

産業・地域振興
- 自民党たばこ議員連盟[66]
- 与党技術士議員連盟[67]
- 全国山村振興連盟[68]
- 漁港漁場漁村整備促進議員連盟[69]

公共
- 全ての女性の安心・安全と女子スポーツの公平性等を守る議員連盟[26]
- 自由民主党賃貸住宅対策議員連盟[70]

文化・芸術
- 文化芸術振興議員連盟[71]

スポーツ
- アジア・アジアパラ競技大会推進議員連盟[72]

## 支援団体
- 全国たばこ販売政治連盟（組織推薦候補者）[73]

## 選挙歴
| 当落 | 選挙                     | 執行日         | 年齢 | 選挙区                     | 政党       | 得票数     | 得票率 | 定数 | 得票順位 /候補者数 | 政党内比例順位 /政党当選者数 |
| ---- | ------------------------ | -------------- | ---- | -------------------------- | ---------- | ---------- | ------ | ---- | ------------------ | ---------------------------- |
| 当   | 2007年静岡県議会議員選挙 | 2007年4月8日   | 35   | 御殿場市・駿東郡北部選挙区 | 自由民主党 | 1万3811票  | 30.48% | 2    | 3/3                | /                            |
| 当   | 2009年御殿場市長選挙     | 2009年2月1日   | 37   | ーー                       | 無所属     | 2万1319票  | 52.19% | 1    | 1/2                | /                            |
| 当   | 2013年御殿場市長選挙     | 2013年1月27日  | 41   | ーー                       | 無所属     | ーー票     | ーー   | 1    | /1                 | /                            |
| 当   | 2017年御殿場市長選挙     | 2017年1月29日  | 45   | ーー                       | 無所属     | 2万2119票  | 55.36% | 1    | 1/2                | /                            |
| 当   | 2021年御殿場市長選挙     | 2021年1月30日  | 49   | ーー                       | 無所属     | 2万2014票  | 64.65% | 1    | 1/2                | /                            |
| 落   | 第24回参議院議員補欠選挙 | 2021年10月27日 | 49   | 静岡県選挙区               | 自由民主党 | 60万2780票 | 47.50% | 1    | 1/3                | /                            |
| 当   | 第26回参議院議員通常選挙 | 2022年07月10日 | 50   | 静岡県選挙区               | 自由民主党 | 62万2141票 | 39.54% | 2    | 1/4                | /                            |